# آيت سومر عيدان آيت زبير (آيت ميمون)
آيت سومر عيدان آيت زبير هي إحدى مشيخات المملكة المغربية، تتبع جغرافيا لإقليم الخميسات وإداريًا لآيت ميمون. يقدر عدد سكانها بـ 2301 نسمة حسب الإحصاء الرسمي للسكان والسكنى لسنة 2004.